# Bermudes aux Jeux olympiques d'hiver de 1994
La participation des Bermudes aux Jeux olympiques d'hiver de 1994 à Lillehammer en Norvège, constitue la deuxième participation du pays à des Jeux olympiques d'hiver. La délégation des Bermudes est représentée par Simon Payne, un athlète en luge.
Les Bermudes font partie des nations qui ne remportent pas de médaille durant ces Jeux olympiques. Simon Payne termine 30e de son épreuve.

## Luge
Homme
| Athlète     | Manche 1 | Manche 1 | Manche 2 | Manche 2 | Manche 3 | Manche 3 | Manche 4 | Manche 4 | Total    | Total |
| Athlète     | Temps    | Rang     | Temps    | Rang     | Temps    | Rang     | Temps    | Rang     | Temps    | Rang  |
| ----------- | -------- | -------- | -------- | -------- | -------- | -------- | -------- | -------- | -------- | ----- |
| Simon Payne | 52.606   | 30       | 52.855   | 31       | 52.543   | 29       | 52.633   | 30       | 3:30.637 | 30    |